# Bayt al-Faqih (huyện)
Huyện Bayt Al Faqiah là một huyện thuộc tỉnh Al Hudaydah, Yemen. Đến thời điểm năm 2003, huyện này có dân số 241300 người